# Elcidis
 (octobre 2024).
Elcidis est un projet de plate-forme de livraisons de marchandises en centre-ville par des véhicules électriques codéveloppé à la fin des années 1990 par sept villes européennes et l'association européenne Citelec, dans le cadre du programme Thermie de la Commission européenne (1995-1998). Le projet devait être actif du 1er mars 1998 au 31 août 2001. 

## Objectif
Le but du projet est de réduire les pollutions environnementales liées au trafic de marchandises, notamment au fait que des camions de plusieurs tonnes sont immobilisés dans les embouteillages pendant plusieurs heures pour la livraison d'un colis.

## Principe de fonctionnement
Le principe de fonctionnement est de permettre aux camions de toutes tailles d'accéder en permanence à la plate-forme Elcidis, afin qu'ils déposent leurs marchandises dans les entrepôts et renseignent les informations de livraison. Le système informatique centralisé se charge ensuite de répartir les colis entre les différents véhicules électriques, afin d'optimiser leurs courses.

## Villes concernées
RotterdamMise en place d'un centre de logistique et distribution des marchandises par un réseau de véhicules utilitaires électriques disposant de 1000 à 1500 kg de charge utile.
StockholmMise en place d'un centre de logistique et distribution des marchandises par un réseau de camions hybrides disposant jusqu'à 11 tonnes de charge utile.
La RochelleMise en place d'un centre de logistique au centre de la nouvelle ville (ancienne grande plate-forme logistique rachetée à la SNCF, dans le quartier des Minimes), et distribution des marchandises par un réseau de véhicules électriques disposant de 500 kg de charge utile (Citroën Berlingo électriques dont le chargement est optimisé par ordinateur), capacité la plus adaptée aux nombreuses rues étroites de la ville.
ErlangenDéploiement de véhicules électriques disposant de 500 kg de charge utile pour la distribution de marchandises et de courrier.
MilanDéploiement de véhicules électriques disposant de 500 kg de charge utile pour la distribution de marchandises et de courrier.
StavangerDéploiement de véhicules électriques disposant de 500 kg de charge utile pour la distribution de marchandises et de courrier.